# Natação do Sporting Clube de Portugal
A Natação do Sporting Clube de Portugal nasceu em 1921 para promover as atividades aquáticas. Os seus primeiros medalhados foram Guilherme Coopers, Campeão nacional de Saltos em 1922, e Aníbal Felício, Campeão Regional e Nacional dos 1500m em 1924. O Sporting é octacampeão nacional de natação.

## História
A secção de Natação do Sporting  foi criada em Maio de 1921 com a entrada de um grupo de atletas oriundos do Clube Naval de Lisboa, entre os quais se encontrava Joaquim Oliveira Duarte, futuro Presidente da Direcção e que muito contribuiu para o desenvolvimento da modalidade.
Nessa primeira fase quando as provas se disputavam nas Docas e no Rio Tejo, alguns nadadores do Sporting marcaram uma posição de relevo nas provas individuais, com Guilherme Coopers a ser o primeiro Campeão de Natação do Sporting, ao ganhar o Campeonato Nacional de Saltos em 1922, numa altura em que Aníbal Felício foi o nadador leonino que mais se destacou. Mas depois com o crescimento da modalidade em alguns clubes, que começaram a dispor de piscinas, a Natação leonina atrasou-se e chegou a estar quase parada.
A construção do Posto Náutico do Sporting na Doca de Santo Amaro, que ficou pronto em Dezembro de 1922, foi outro marco importante destes primeiros tempos, numa altura em que a exiguidade das instalações limitava o desenvolvimento da modalidade, mas o sonho da piscina pairava na mente dos responsáveis pela Natação do Sporting.
Na década de 40 do século XX, o Sporting criou as primeiras Escolas de Natação em Portugal, e quando o Clube se instalou na Sede do Passadiço, voltou-se a falar com entusiasmo na possibilidade de se construir uma piscina.
Mas foi a partir de 1978, numa altura em que a modalidade começou a desenvolver-se no nosso País, que o Clube apostou forte nela, embora só em 1998 tenha tido uma piscina própria.
A secção de natação do Sporting tornou-se então numa das mais movimentadas e numerosas do Clube, com classes de aprendizagem e aperfeiçoamento e um grupo de competição, que ao longo dos anos contabilizou vários títulos individuais nos diversos estilos, com natural destaque para José Couto que ganhou uma Medalha de Prata e outra de Bronze nos mundiais de piscina curta em 1999.
Com a entrada no novo milénio e com as novas Piscinas no Edifício Multidesportivo o Sporting aposta forte na componente de competição e passa a lutar com regularidade pela vitória nos campeonatos nacionais de clubes.
Em 2014 a equipa de natação do Sporting conquista a Taça de Portugal de Rendimento 2013/14, competição que resulta da pontuação alcançada em todas as competições nacionais e internacionais em que participam os atletas dos clubes.
A 12 de Abril de 2015 o Sporting venceu o Tetra-campeonato Nacional da 1.ª Divisão, tendo na última prova do evento a estafeta de 4x200 metros livres verde e branca, com Guilherme Dias, Mário Bonança, Pedro Pinotes e Alexis Santos, vencido com um novo recorde nacional absoluto de 7.31,41.
A 20 de Dezembro de 2015 o Sporting conquista o Pentacampeonato Nacional de Clubes da 1.ª Divisão depois de um segundo dia verdadeiramente dramático, ficando na classificação final com um total de 134 pontos, mais quatro do que o Estrelas São João de Brito e mais 35 do que o FC Porto.
No novo milénio ao nível internacional, destaque absoluto para Alexis Santos, que a 18 de Maio de 2016 alcançou o terceiro lugar e a respetiva Medalha de Bronze nos 200 metros estilos no Campeonato da Europa de Piscina Longa, em Londres, tornando-se 31 anos depois no segundo português de sempre a conseguir uma medalha em Europeus de piscina longa.
Em 2016 a equipa de natação conquista a 2ª Taça de Portugal de Rendimento da História do Sporting, troféu que premeia a regularidade ao longo da época considerando a pontuação obtida pelos clubes, em ambos os sexos, em várias competições como o Campeonato Nacional Absoluto de Inverno, o Open de Portugal, o Campeonato Nacional de Juniores e Seniores em Piscina Curta, os recordes nacionais batidos e as convocatórias para as Selecções Nacionais. No total o Sporting obteve 2228 pontos, mais 634 pontos que o FC Porto, sendo 1713 pontos correspondentes às competições disputadas, 200 aos recordes obtidos e 315 às convocatórias das selecções.
A 18 de Dezembro de 2016 o Sporting sagra-se Hexacampeão Campeão Nacional de Natação, obtendo um total de 152 pontos que valeram o sexto título consecutivo à natação masculina dos leões, com mais 26 pontos do que o rival Benfica, segundo classificado. Sendo de registar que equipa leonina conseguiu finalizar 18 vezes no pódio, 12 das quais no primeiro posto.

## Palmarés

### Seniores - Masculinos
| Nacionais | Nacionais                                  | Nacionais | Nacionais                                                                     |
|           | Competição                                 | Títulos   | Temporadas                                                                    |
| --------- | ------------------------------------------ | --------- | ----------------------------------------------------------------------------- |
|           | Campeonato Nacional de Clubes              | 8         | 2011-12 • 2012-13 • 2013-14 • 2014-15 • 2015-16 • 2016-17 • 2017-18 • 2018-19 |
|           | Taça de Portugal de Rendimento             | 3         | 2013-14 • 2015-16 • 2016-17                                                   |
|           | Campeonato Nacional de Clubes - II Divisão | 3         | 2003-04 • 2007-08 • 2010-11                                                   |

### Seniores - Femininos
| Nacionais | Nacionais                     | Nacionais | Nacionais                                                 |
|           | Competição                    | Títulos   | Temporadas                                                |
| --------- | ----------------------------- | --------- | --------------------------------------------------------- |
|           | Campeonato Nacional de Clubes | 6         | 2000-01 • 2001-02 • 2002-03 • 2003-04 • 2004-05 • 2005-06 |

## Modalidades do Sporting Clube de Portugal
| Modalidades do Sporting Clube de Portugal | Modalidades do Sporting Clube de Portugal | Modalidades do Sporting Clube de Portugal | Modalidades do Sporting Clube de Portugal | Modalidades do Sporting Clube de Portugal | Modalidades do Sporting Clube de Portugal |
| Atualmente Praticadas                     | Atualmente Praticadas                     | Atualmente Praticadas                     | Atualmente Praticadas                     | Atualmente Praticadas                     | Atualmente Praticadas                     |
| ----------------------------------------- | ----------------------------------------- | ----------------------------------------- | ----------------------------------------- | ----------------------------------------- | ----------------------------------------- |
| Aikido                                    | Andebol                                   | Atletismo                                 | Automobilismo                             | Basquetebol                               | Bilhar                                    |
| Boxe                                      | Canoagem                                  | Capoeira                                  | Ciclismo                                  | Desporto Adaptado                         | Dressage                                  |
| Esports                                   | Futebol                                   | Futebol Feminino                          | Futebol de Praia                          | Futsal                                    | Ginástica                                 |
| Golfe                                     | Hóquei em Patins                          | Horseball                                 | Surf                                      | Judo                                      | Karaté                                    |
| Kickboxing                                | Krav maga                                 | Natação                                   | Padel                                     | Paintball                                 | Pesca Desportiva                          |
| Polo Aquático                             | Remo                                      | Rugby                                     | Taekwondo                                 | Ténis                                     | Ténis de Mesa                             |
| Tiro à Bala                               | Tiro com Arco                             | Triatlo                                   | Voleibol                                  | Xadrez                                    |                                           |